# Yohan Goutt Goncalves
Yohan Carlos Goutt Goncalves (* 20. Dezember 1994 in Suresnes, Frankreich) ist ein osttimoresischer Skirennläufer. Er studiert derzeit an der Université Paris-Est Créteil Val-de-Marne (UPEC).

## Werdegang
Goutts Vater ist Franzose, seine Mutter Osttimoresin. Sie floh 1974 im Alter von 12 Jahren mit ihren Geschwistern auf einem Fischerboot vor der indonesischen Besatzung nach Australien. Später lernte sie auf einer Reise in Frankreich ihren Mann kennen. Goutt begann im Alter von zwei Jahren mit dem Skifahren. Mit 14 fuhr er bei seinen ersten Wettkämpfen.

## Sportliche Highlights

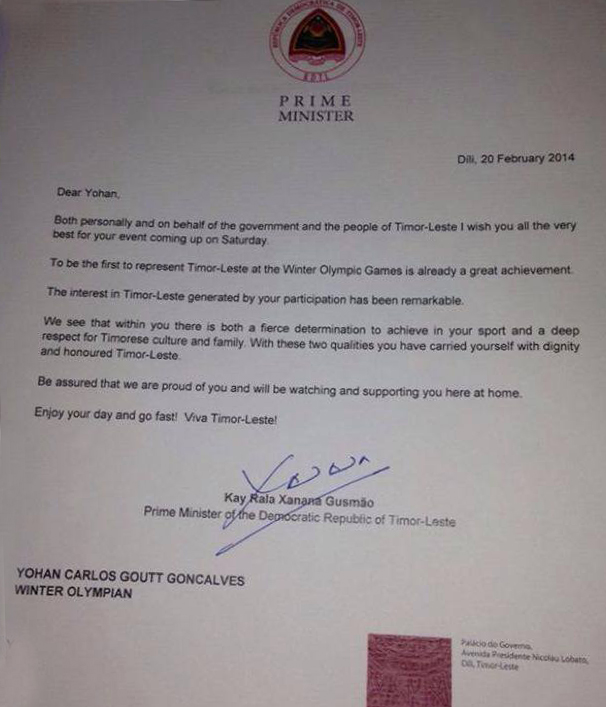
Dankesschreiben vom Premierminister Osttimors an Goutt

Als erster Athlet nahm Goutt für Osttimor bei Olympischen Winterspielen teil. Er qualifizierte sich für die Teilnahme bei den Olympischen Winterspielen 2014 in Sotschi, wo der 181 cm-große Skifahrer im Slalomwettbewerb am 22. Februar antrat.
Zu diesem Zeitpunkt stand Goutt auf der Rangliste der Fédération Internationale de Ski (FIS) auf Platz 3849. Auf der Reiteralm in Österreich erreichte er im Januar das Ziel 10 Sekunden nach dem Sieger und kam auf Platz 27 von 30 Läufern. Als einziger Repräsentant Osttimors nutzte Goutt zwar nicht eine Wildcard, konnte aber von der Regel profitieren, dass er nur genügend Punkte bei FIS-Rennen sammeln musste.
Goutt erhielt keinerlei Unterstützung durch das Nationale Olympische Komitee Osttimors. Kleidung, Ausrüstung und alle weiteren Kosten von insgesamt 75.000 US-Dollar musste er mit Hilfe von Sponsoren aus Frankreich, Osttimor und einer amerikanischen Sportbekleidungsfirma aufbringen. Bei der Eröffnungsfeier trug Goutt die Flagge Osttimors. Mit ihm liefen in das Olympiastadion Sotschi sein mazedonischer Trainer, die Mutter von Yohan und ein Ehepaar, das mit der Familie befreundet ist und den osttimoresischen Olympioniken bereits in jungen Jahren beim Skifahren begleitet hat.
Beim ersten Lauf beim Slalomwettbewerb kam Goutt, der als Letzter der 117 Teilnehmer gestartet war, 22,31 Sekunden hinter dem Erstplatzierten Mario Matt ins Ziel. Goutt war zwar der Langsamste, durch das Ausscheiden zahlreicher Teilnehmer stand er am Ende auf Platz 77. Beim zweiten Lauf des Wettbewerbs war er mit 27,94 Sekunden Rückstand abermals der Langsamste, profitierte aber erneut durch das zahlreiche Ausscheiden vieler Skifahrer und kam am Ende auf Platz 43. Vom 2. bis 15. Februar 2015 nahm Goutt an den 43. Alpinen Skiweltmeisterschaften im amerikanischen Vail/Beaver Creek teil und erreichte den 44. Platz im Slalom. Dieses Mal ließ er im Finale immerhin zwei Läufer hinter sich. Bei der ersten Osttimoresischen Alpinen Skimeisterschaft 2017 kam er bei den beiden Wettbewerben auf Platz 11 und 17 im Wettstreit mit internationalen Teilnehmern.
Bei den Winter-Asienspiele 2017 in Japan erreichte Goutt Platz 14 im Riesenslalom und Platz 11 im Slalom, beides Plätze im Mittelfeld. Im Januar 2018 gab er im Slalom am Ganslernhang in Kitzbühel sein Debüt im Weltcup. Er beendete den ersten Durchgang als 53. und somit Letzter; auf den Führenden nach dem ersten Durchgang und späteren Sieger Henrik Kristoffersen fehlten ihm 19,32 Sekunden. Bei den Olympischen Winterspielen 2018 in Pyeongchang fiel Goutt beim ersten Lauf im Slalom aus. Im selben Jahr belegte er bei allen vier Wettbewerben der Osttimoresischen Alpinen Skimeisterschaft nur hintere Plätze. Ebenso 2019. Bei den Alpinen Skiweltmeisterschaften 2021 qualifizierte Goutt sich für den Riesenslalom. Hier belegte er Platz 44.
Im November 2021 qualifizierte er sich beim internationalen Skievent Ski Dubai, Mall of the Emirates für seine dritte Teilnahme bei Olympischen Winterspielen 2022 in Peking.

## Erfolge

### Olympische Winterspiele
- Sotschi 2014: 43. Slalom
- Pyeongchang 2018: DNF Slalom
- Peking 2022: 45. Slalom, DNF Riesenslalom

### Weltmeisterschaften
- Vail/Beaver Creek 2015: 44. Slalom, 100. Riesenslalom
- Åre 2019: 105. Riesenslalom
- Cortina d’Ampezzo 2021: 37. Slalom, 44. Riesenslalom
- Courchevel 2023: 52. Riesenslalom, 60. Slalom

## Sonstiges

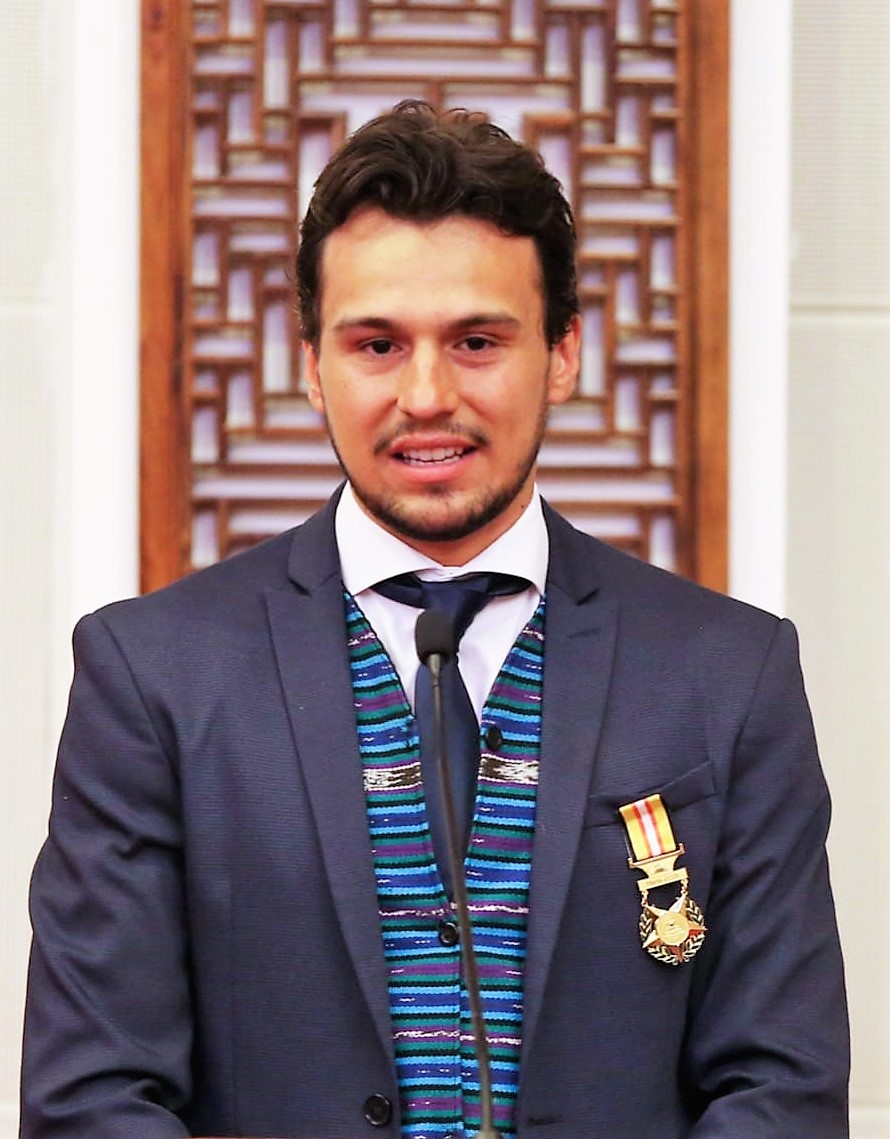
Yohan Goutt Goncalves mit der Verdienstmedaille (2023)

Eva Goutt, geborene Liiv, die Mutter von Yohans Vater, stammt aus Estland. Sie ist die Großnichte des estnischen Dichters und Schriftstellers Juhan Liiv.
2023 erhielt Goutt die Verdienstmedaille Osttimors.